# Emanuel Schädler

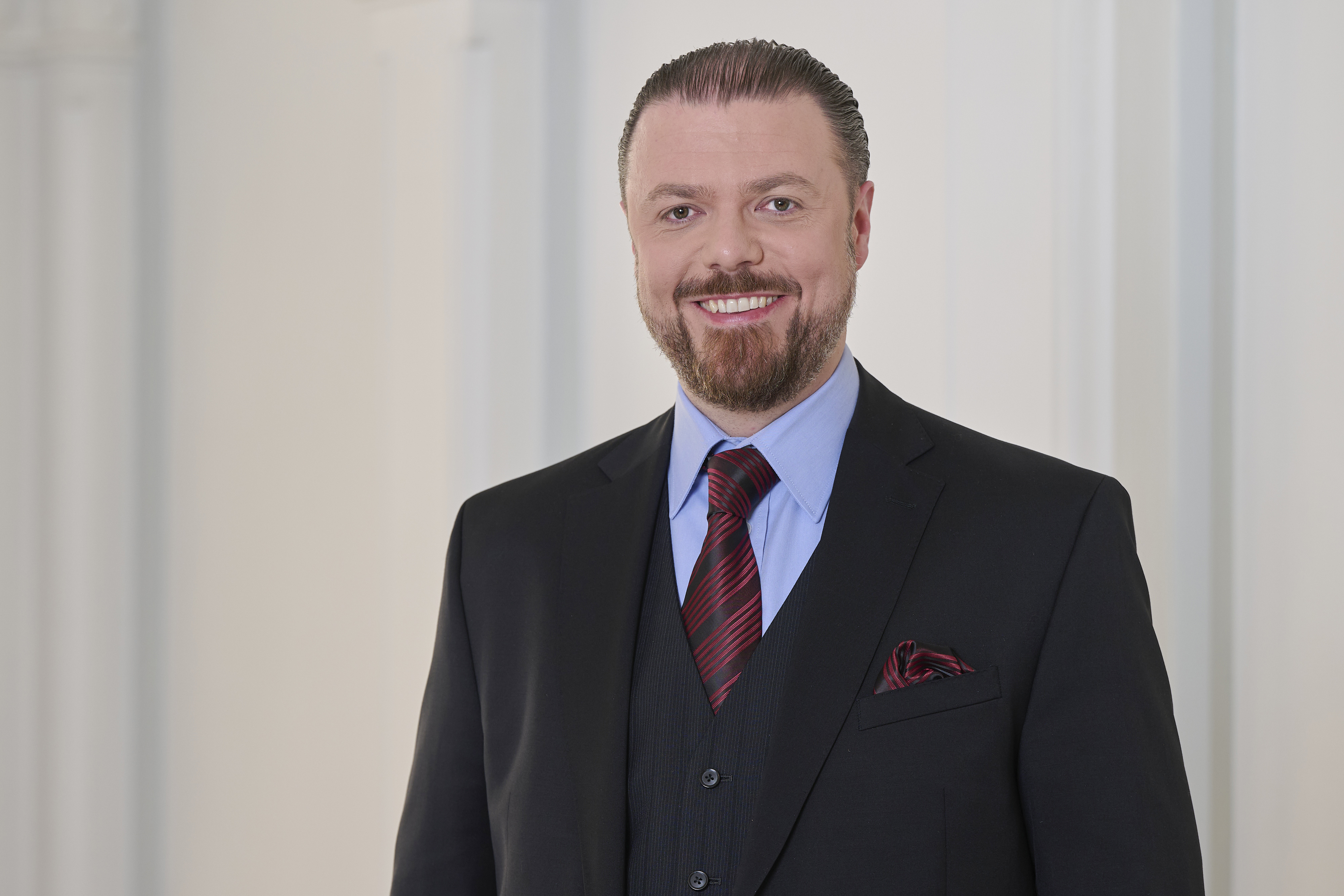
Emanuel Schädler

Emanuel Schädler (* 26. Dezember 1983 in Altstätten SG) ist ein liechtensteinischer Politiker (VU). Er ist seit dem 10. April 2025 als Regierungsrat Mitglied der Regierung des Fürstentums Liechtenstein und verantwortlich für das Ministerium für Gesellschaft und Justiz.

## Ausbildung und Beruf
Von 1995 bis 2003 besuchte Emanuel Schädler das Liechtensteinische Gymnasium in Vaduz, das er mit der Matura Typus B (Latein) abschloss. Daraufhin durchlief er an der Universität Bern von 2003 bis 2013 zunächst das Bachelorstudium (BLaw), anschliessend das Masterstudium (MLaw) und schliesslich das Dokoratsstudium (Dr. iur.) der Rechtswissenschaften. Von 2016 bis 2019 absolvierte er das Legum Magister (LL.M.) im Kanonischen Recht an der Universität Wien.
Schädlers beruflicher Werdegang war zunächst geprägt von Tätigkeiten im akademischen Bereich. Von 2015 bis 2024 fungierte er als Forschungsbeauftragter im Fachbereich Recht am Liechtenstein-Institut in Gamprin-Bendern. Ab 2019 und ebenfalls bis 2024 war er ausserdem als Oberassistent am Institut für Rechtsgeschichte des Departements für Grundlagenfächer der rechtswissenschaftlichen Fakultät der Universität Bern tätig. Es folgte eine Anstellung als Geschäftsführer der Erwachsenenbildung Stein Egerta in Schaan, ehe er 2025 den Wechsel in die Politik vollzog.

## Politischer Werdegang

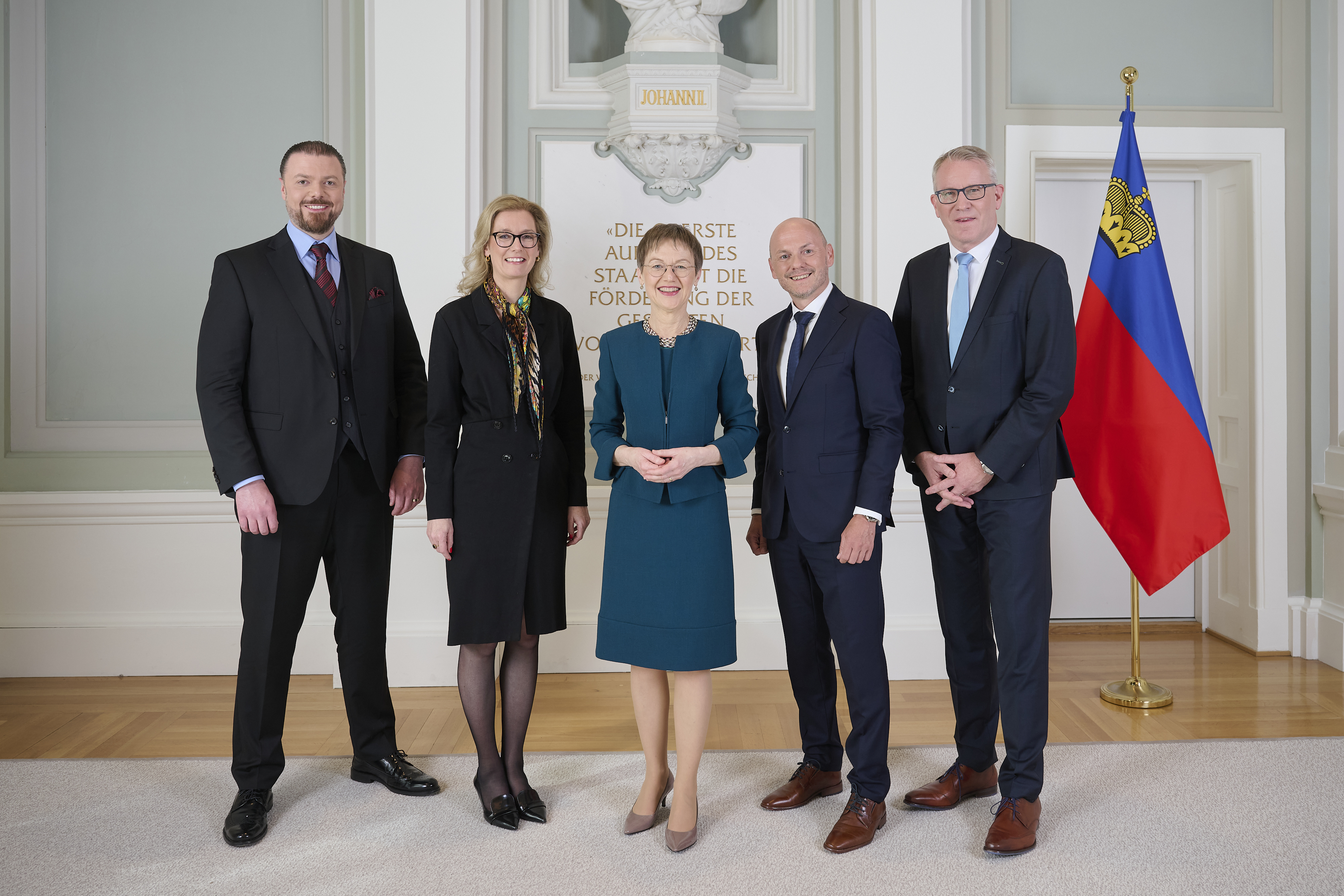
Vereidigung Regierung Haas im Fürst-Johannes-Saal im Regierungsgebäude in Vaduz (2025)

Im August 2024 nominierte der VU-Parteitag das Regierungsteam für die Landtagswahlen 2025 – mit Regierungschefkandidatin Brigitte Haas sowie Emanuel Schädler und Hubert Büchel als Regierungsratskandidaten. Nachdem die VU aus den Wahlen als stimmenstärkste Partei hervorgegangen war, bildete sie mit der zweitstärksten Partei, der Fortschrittlichen Bürgerpartei, eine Koalitionsregierung, die am 10. April 2025 vereidigt wurde. Schädler verantwortet in der neu gebildeten Regierung das Ministerium für Gesellschaft und Justiz.

## Privates
Schädler ging am 24. Januar 2014 die Ehe mit Monika Gluderer (* 18. Dezember 1984) ein. Aus der Ehe ging eine Tochter hervor. Er lebt mit seiner Familie in Vaduz.